# 王国华 (1890年)

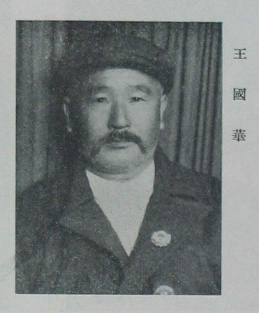

王国华（1890年12月7日—1970年2月8日），男，河南确山人，中国政治人物，曾任河南省政协副主席、河南省人民政府副省长，政协第一届全体会议代表，第一届全国政协委员。

## 生平
王国华是河南省确山县韩庄乡大王庄人，雇农出身。
1937年10月至1938年1月豫南红军自行改编为豫南人民抗日独立团，团长周骏鸣，政委胡龙奎。1938年春，胡负伤后政委由林凯（中共河南省委组织部部长）接任。1937年12月王国华任豫鄂边省委副书记。1938年1月至4月豫鄂边省委书记。1938年3月河南省委迁到竹沟，豫鄂边省委改为豫鄂边特委，省委书记朱理治，仝中玉任特委书记，王国华任河南（豫皖苏）省委委员、特委副书记。1938年3月29日周骏鸣与林凯带走1030名游击队员，另补充100余名干部去安徽前线抗日，编为新四军第四支队第八团；留下了大约70余人的两个红军排和一个400余人的教导队。彭雪枫从山西临汾八路军办事处带来一批干部、4个班的武装和30余名学兵队员到竹沟。八路军驻武汉办事处呈请蒋介石批准，在竹沟设立新四军第四支队第八团留守处，王国华任主任，张震任参谋长，彭雪枫主持全面工作。1938年6月至1939年1月王国华任特委书记，王盛荣任特委副书记。1938年10月至1939年11月任新四军驻河南竹沟留守处主任兼司令部司令员。1938年11月23日，刘少奇、朱理治、李先念等从延安到竹沟，传达六届六中全会精神，撤销河南、湖北省委，建立了鄂豫边区党委，朱理治任书记，李先念任军事部长，王国华任群工部长，建立边区军事委员会，朱理治任主任，李先念、王国华任副主任。王国华积极协助李先念在竹沟北窑召开军事会议，选调人员、枪支，组织新四军豫鄂独立游击支队。1939年1月至10月鄂豫边区委（书记刘子久）委员、民运部部长（至1939年5月）。1939年5月至10月任鄂豫边区委军事部部长。1939年10月鄂豫边区委委员、民运部部长。1939年11月第一次反共高潮中发生竹沟惨案发生，率部突围到豫鄂边新四军第五师抗日根据地，继续领导边区工作，突围的5个半连编入新四军第五师。1940年2月赴延安参加中共七大。被毛泽东亲切地称为“我们的农民领袖”，“我们的王老汉”。进入中央党校一部学习。1945年4月至6月作为华中代表团成员出席中共七大。
解放战争时期，1946年秋后任晋冀鲁豫中央局民运部副部长，随晋冀鲁豫野战军第十纵队南下大别山。1947年12月18日随桐柏二分区部队回到竹沟。1947年12月至1949年2月任桐柏区委委员、桐柏区农民协会主席兼第二专署专员。1948年9月4日至1949年2月任桐柏二地委书记、桐柏军区第二军分区第一政治委员。1949年3月至6月兼任中原临时人民政府委员。1949年3月15日随着行政区划调整，豫皖苏第七、八军分区和桐柏二军分区合并组建确山军分区，王国华任司令员。1949年8月确山军分区改为信阳军分区，王国华任信阳军分区司令员兼信阳市军管会主任。
1950年1月6日任河南农协筹备委员会主任，后当选河南省农协副主席兼河南省土改委主任。1955年2月起任河南省第一、第二、第三届政协副主席。1956年11月至1958年12月任河南省人民委员会副省长。1963年因患脑溢血致半身不遂后，周恩来总理指示河南省委要很好地照顾，邓颖超把自己写的《以坚强意志战胜疾病》一书相赠。
1970年逝世。

## 身后
1980年中共中央为其彻底平反，在河南召开了追悼大会。